# Danse ta vie 2
Série
Danse ta vie
(2000)
Pour plus de détails, voir Fiche technique et Distribution.
Danse ta vie 2 (Center Stage: Turn It Up) est un film américano-canadien réalisé par Steven Jacobson, sorti en 2008.

## Synopsis
Kate Parker est une jeune danseuse qui cherche à passer le concours d'admission d'une troupe de danse. Recalée, elle trouve un travail dans une boite de nuit grâce à Tommy, présent lui aussi à l'audition. Elle aide Tommy à progresser, petit à petit tous les deux se rapprochent et tombent amoureux. Un malentendu vient les séparer. Résolue a rentrer chez elle, Kate se laisse convaincre de passer une audition pour une réinterprétation de Cendrillon.

## Fiche technique
- Titre : Danse ta vie 2
- Titre original : Center Stage: Turn It Up
- Réalisation : Steven Jacobson
- Scénario : Karen Bloch, Carol Heikkinen
- Photographie : Dino Parks
- Montage : Ian Slater
- Musique : Laura Karpman
- Décors : Tasha Moth
- Costumes : Angelina Kekich
- Distribution : Karen Meisels
- Production : David Blackman, Marcele Kutkauskaite, Greg Malcolm, Laurence Mark, Vicki Sotheran
- Pays d'origine :  États-Unis |  Canada
- Langue : Anglais
- Format :
- Genre : Drame et film de danse
- Durée : 95 minutes
- Dates de sortie :
  -  Australie : 30 octobre 2008
  -  États-Unis : 1er novembre 2008

## Distribution
- Rachele Brooke Smith : Kate Parker
- Kenny Wormald : Tommy Anderson
- Sarah Jayne Jensen : Suzanne Von Stroh
- Tara Wilson
- Peter Gallagher : Jonathan Reeves
- Ethan Stiefel : Cooper Nielson
- Lucia Walters : Monica Strauss
- Nicole Munoz : Bella Parker
- Daniela Dib : Allison
- Crystal Lowe : Lexi